# Tim Lindgren
Tim Lindgren (26 gennaio 1989) è un ex sciatore alpino svedese.

## Biografia
Attivo in gare FIS dal dicembre del 2004, Lindgren esordì in Coppa Europa il 2 dicembre 2007 a Åre in slalom speciale e in Coppa del Mondo il 18 dicembre 2011 in Alta Badia in slalom gigante, in entrambi i casi senza completare la prova. Lasciate le competizioni ai massimi livelli nel 2012 (disputò la sua seconda e ultima gara in Coppa del Mondo il 10 marzo, lo slalom gigante di Kranjska Gora, e l'ultima gara in Coppa Europa il 19 dicembre, lo slalom gigante di Zuoz/Sankt Moritz, in entrambi i casi senza completare la prova), continuò a prendere parte a prove minori (gare FIS e universitarie) fino al definitivo ritiro, avvenuto in occasione di uno slalom speciale FIS disputato a Vail il 10 aprile 2017 e non completato da Lindgren. In carriera non prese parte a rassegne olimpiche o iridate.

## Palmarès

### Coppa Europa
- Miglior piazzamento in classifica generale: 67º nel 2012

### Australia New Zealand Cup
- Vincitore dell'Australia New Zealand Cup nel 2012
- Vincitore della classifica generale di slalom gigante nel 2012
- Vincitore della classifica generale di slalom speciale nel 2011 e nel 2012
- 6 podi:
  - 4 vittorie
  - 2 secondi posti

#### Australia New Zealand Cup - vittorie
| Data           | Località     | Paese     | Specialità |
| -------------- | ------------ | --------- | ---------- |
| 13 agosto 2010 | Thredbo      | Australia | SL         |
| 16 agosto 2011 | Mount Hotham | Australia | GS         |
| 17 agosto 2011 | Mount Hotham | Australia | SL         |
| 18 agosto 2011 | Mount Hotham | Australia | SL         |

Legenda:

GS = slalom gigante

SL = slalom speciale

### Campionati svedesi
- 1 medaglia:
  - 1 oro (slalom gigante nel 2011)